# Judeokršćani
Judeokršćani su prvi kršćani u Jeruzalemskoj crkvi koji se držali nekih židovskih zakona, obreda i službi u hramu. Na apostolskom saboru u Jeruzalemu potvrđeno je Pavlovo širenje kršćanstva među poganima i utvrđeno da kršćani nežidovi nisu dužni držati se židovskih zakona. 

## Povijest

### Rađanje kršćanstva
Kršćanska zajednica se ponajprije sabrala u Jeruzalemu gdje su se nazvali crkvom (ekklesia). U jeruzalemskoj zajednici bilo je nekoliko tisuća židovskih kršćana koji su se pridržavali Mojsijevog zakona. Prvi židovski kršćani su išli u sinagoge, tumačeći židovsku vjeru u skladu da Isusovim tumačenjem Mojsijevih zakona. Oni su Isusa počeli smatrati židovskim Mesijom. Zbog toga, prvi progoni došli su od strane židovskih vođa, koji su ih tretirali kao heretike. Prvi kršćanski mučenik Stjepan je, neposredno nakon Isusovog pogubljenja, kamenovan pod optužbom za blasfemiju, jer je naučavao da će Isus ukinuti Jeruzalemski hram i "izmijeniti običaje koje je Mojsije predao" (Djela 6:14). 
Usprkos odbacivanju od službenog judaizma, mnogi židovski kršćani nisu se željeli odreći svoje revnosti za Mojsijev zakon, inzistirajući da je "potrebno obrezati mnogobošce i narediti im da se drže Božjeg zakona." Oni su prihvaćali Isusa kao židovskog mesiju, objavljujući univerzalnost Mojsijevog zakona: "ako se ne obrežete po Mojsijevom običaju, ne možete se spasiti" (Djela 15:1). Sirijska Antiohija, veliki grad na oko 150 kilometara sjeverno od Jeruzalema, je bila središte heleniziranih Židova koji su govorili grčki jezik. Apostoli su tamo propovijedali "ne objavljujući riječ nikom drugom nego samo Židovima" (Djela 11:19). U Antiohiji je ponikao grčki naziv "kršćani" po kojem su Isusovi sljedbenici postali poznati u svijetu.

### Propovijedanje narodima
Nakon Isusove smrti njegovi učenici su isprva propovijedali radosnu vijest samo Židovima (Djela 11:19). Propovijedajući na grčkom jeziku heleniziranim Židovima u sinagogama širom Mediterana, privukli su i prve nežidovske sljedbenike. Ubrzo su se okrenuli i svim ostalim narodima. Propovijedali su Parćanima, Medijcima i Elamitima, stanovnicima Mezopotamije, Judeje, Kapadocije, Ponta, Azije, Frigije i Pamfilije, zatim Egipćanima, Libijcima, Rimljanima, Krećanima i Arapima. Preobraćenici iz tih krajeva bili su "Judeji i prozeliti". Izrazom "prozelit" izvorno su nazivani obraćenici na judaizam. 
Svi prvi inovjerci koji su u prihvatili kršćanstvo su također prihvatili i judaizam, što uključuje obrezivanje, ishranu koju dozvoljava Mojsijev zakon i svetkovanje subote (šabata). Osnivaju se mjesne kršćanske zajednice po svijetu, ali Crkva Majka u Jeruzalemu ostaje središnjica koja ima primat. Crkva u Jeruzalemu bila je "središte građana Novog Saveza".

### Podijele unutar zajednice
Prvim kršćanima je obrezivanje bio simbol cjelokupnog Mojsijevog zakona. Ono je simboliziralo savez koji je Bog napravio s prorokom Abrahamom (Postanak, 17). To je bilo naslijeđe za sve Abrahamove potomke koje je identificiralo čovjeka kao vjernika. Stoga su judeokršćani zahtijevali da preobraćenike "treba obrezati i narediti im da drže Mojsijev zakon" (Djela 15:5).
S druge strane, preobraćenik Sveti Pavao, i njegovi istomišljenici su tvrdili da je Isusovo evanđelje veće od Mojsijevog zakona i da sam zakon ne može nikoga spasiti (Djela 13:38-39). Ljudi su se podijelili, neki su podržavali stav židovskih kršćana, a neki apostola (Djela 14:4).

### Jeruzalemski sabor (50.)
Neslaganje oko toga trebaju li nežidovski prozeliti slijediti Božiji zakon objavljen Mojsiju postalo je toliko važno da je sazvan poseban sabor u Jeruzalemu kako bi se zajednica dogovorila o tom pitanju. Sabor je okupio vođe mlade kršćanske zajednice približno 49. ili 50. godine u Jeruzalemu. Postojale su dvije struje, jeruzalemska, koju je predstavljao vođa judeokršćanske zajednice Jakov Pravedni, i prozelitska, koju je zastupao kršćanski misionar Sveti Pavao. 
Apostol Petar je, nakon inicijalnog sukoba s Pavlom, na kraju podržao njegovo stajalište riječima: "Što hoćete da nametnete učenicima na vrat jaram, koji ni naši očevi ni mi nismo mogli da ponesemo?" (Djela 15:10). Djela apostolska Petrovu promjenu mišljenja pripisuju viziji koju je neposredno prije sabora imao u Jopi. Dok se molio na krovu jedne kuće, čekajući obrok, vidio je kako se nebo otvara i s njega spušta veliko platno na kome su bile sve "četvoronožne životinje, i gmizavci zemaljski, i ptice nebeske." Čuo je glas koji mu je naredio da ustane i zakolje da bi jeo, ali je odbio jer nikada nije pojeo ništa nečisto ili pogano. Glas je tada rekao, "Što je Bog učinio čistim ne nazivaj poganim." (Djela 10:9-16). Levitski zakonik (11:4, 11:13, 20:25) zabranjivao je vjernicima jesti određene vrste životinja, kao što su deva, zec, svinja, gavran, noj, sova, labud, svraka, roda i slično. 
Na kraju je Jakov predložio zajednički dogovor: nežidovi koji su željeli da postanu članovi zajednice trebali su ispuniti samo najnužnije zahtjeve, da budu moralno čisti i da se uzdrže od obožavanja idola i jedenja krvi:
Apostoli su tako na Jeruzalemskom koncilu ukinuli opće važenje Mojsijevog zakona.

### Posljedice sabora
Mnogi judeokršćani, poput apostola Barnabe, su u početku pomagali i podržavali Pavla u njegovoj propovjedničkoj misiji (Djela 9:26-28). Međutim, nakon sabora u Jeruzalemu, Pavao sve otvorenije govori o ukidanju židovskih zakona i običaja, ne samo nežidovskim preobraćenicima, već kršćanima uopće. U svojim poslanicama Pavao piše da spasenje dolazi pomoću vjere u Isusa, a ne obavljanjem radnji koje propisuje židovski zakon. Zajednice koje su slijedile učenja Pavla uvelike su prisvojile njegovo vjerovanje da je "Krist kraj zakona za svakoga tko vjeruje, bio on Židov ili nežidov". Većina vjernika tumačila je to kao tvrdnju da su obrezivanje, košer ishrana i židovski običaji u suprotnosti s kršćanstvom. Zbog toga, napuštaju ga ne samo bliski prijatelji poput Barnabe, već dolazi do otvorenog neprijateljstva između njega i judeokršćana koji mu širom kršćanskog svijeta osporavaju apostolski ugled i poslanje. Godine 62. je tadašnji prvosvećenik Jeruzalema Anan ben Anan sazvao Sanhedrin i osudio Jakova i još nekolicinu na smrt kamenovanjem, zbog optužbe da su kršili Zakon.

### Pad Jeruzalema (70.)
66. godine dolazi do židovskog ustanka protiv Rimljana, koji prerasta u četvorogodišnji rat koji je ostavio katastrofalne i nesagledive posljedice po Židove. Jeruzalem je pao 70. godine, nakon višemjesečne opsade, a Rimljani su potpuno uništili jeruzalemski hram. Euzebije piše da su se kršćani iz Jeruzalema povukli iz grada prije nego što je do sukoba došlo. Prema Euzebiju, kršćani su napustili Jeruzalem zbog rata i pobjegli u obližnji grad Pela, predvođeni Simeonom Jeruzalemskim.
Isusovi sljedbenici su odbili boriti se u ratu protiv Rimljana ne zato što su prihvaćali argument o rimskoj nepobjedivosti, koji su upotrebljavali Josip Flavije i viši slojevi. Kršćani su vjerovali da je borba protiv Rimljana besmislena zato što su katastrofalni događaji nakon Isusovog raspeća bili "znaci kraja" kada će cijelu svijet biti razbijen i preobražen. Neki su vjerovali kako te katastrofe izaziva gnjevni Bog kako bi kaznio svoj narod zbog toga što je odbacio Mesiju.
Pad Jeruzalema se kasnije uglavnom tumačio posljedicom zala koje su Židovi nanijeli Isusu, ali je također povezivan i sa zlostavljanjem Jakova od židovskih vlasti, neposredno uoči rata s Rimljanima.

### Odvajanje kršćanstva i judaizma
Nakon prvog židovsko-rimskog rata judeokršćani su rasuti po židovskoj dijaspori i marginalizirani; matična Crkva u Jeruzalemu je uništena, a centar cjelokupnog kršćanskog pokreta se premješta u Rim. 
Poslije pada Jeruzalema 70. godine, Rimljani su izgnali Židove iz Judeje, na ruševinama Jeruzalema su podigli rimski grad Aelia Capitolina, a na mjestu razorenog hrama naselje s poganskim oltarima. U raseljenim židovskim zajednicama dolazi do promjene odnosa snaga. Prvosvećenička skupina i saduceji povezani s bivšim Hramom, su odstranjeni. 
Rukovodeće uloge preuzela je rastuća grupa učitelja, farizeja, koja je širila svoju vlast kroz cijelu Judeju, obuhvativši židovske zajednice širom svijeta. Dok su ranije glavni kršćanski protivnici bili visoki svećenici i Jeruzalemski pisari, nakon rata to postaju farizeji. Ovo se odražava u Evanđelju po Mateju, kršćanskom spisu iz tog vremena (oko 80. godine), u kom se autor suočava prvenstveno s rivalstvom farizejskih rabina koji su se nametnuli širom židovskog svijeta kao autoritativni tumači Tore. Teškoće i poniženja zbog poraza zaoštrili su podijele u razbacanim židovskim zajednicama. 
Epifanije spominje da je nakon razorenja Jeruzalema, jedno od središta judeokršćanstva bilo u okolici grada Pella, sjeverno od Jeruzalema. Isusovi sljedbenici su sve više težili da se odvoje od ostalih Židova, radije se moleći u kućama članova nego u sinagogama. Ova situacija rastuživala je mnoge koji nisu željeli odbaciti tradicionalne običaje. Nakon 70. godine kršćanski pokret se brzo širio među nežidovima (Gentiles), ali, na njihovu žalost, uglavnom nisu uspjeli privući Židove. U poslijeratnoj Palestini, oko 80. – 90. godine, Isusovi sljedbenici su postali marginalna grupa protiv koje je bila vladajuća skupina farizeja, koja je došla na vlast u Jeruzalemu nakon rimskog rata. Oko 80. godine rabinske vlasti su uvele kletvu protiv nazarena, da bi otkrile nazočnost kršćana u sinagogi. Kletva je uvedena kao sastavni dio dnevnih molitava te su je svi sudionici bogoslužja u sinagogi morali naglas izgovarati: 
Potkraj stoljeća, oko 90. – 100. godine, Isusovi židovski sljedbenici su bili izbačeni iz domaćih sinagoga zbog svoje tvrdnje da je Isus Mesija, i otuđeni od židovske zajednice. Žestok sukob ranog kršćanstva i judaizma oslikava Evanđelje po Ivanu, u kom Židovi postaju nepomirljivi Isusovi protivnici.

### Dalji razvoj
Judeokršćanska zajednica biva sve više marginalizirana i podijeljena, dok Rimska Crkva od nekadašnje Jeruzalemske Crkve preuzima primat nad mnogim kršćanskim općinama. Neki judeokršćani su u potpunosti raskinuli s judaizmom i prihvatili uspostavljene kršćanske dogme u cijelosti. One zajednice koje ostaju pri starim uvjerenjima i nastavljaju održavanje židovskih običaja, od katoličke crkve bivaju proglašene za herezu. Među raseljenim židovskim kršćanima se razvijaju razni pravci mišljenja, a neki dijelovi zajednice se priklanjaju židovskom gnosticizmu.
Euzebije navodi da su židovski kršćani za vrijeme Bar Kohbinog ustanka (132. – 136.) bili gonjeni od Bar Kohbe jer su odbili prihvatiti njegove mesijanske tvrdnje. Justin Mučenik spominje progone kršćana u Palestini oko 135. godine. Rat i njegove posljedice, uključujući odbijanje judeokršćana da prihvate Bar Kohbu kao Mesiju, je imao značajnu ulogu u izdavajanju kršćanstva kao religije bitno različite od judaizma. Nakon rata, episkopi Jeruzalema više nisu poticali "od onih iz obrezanja". Irinej Lionski je oko 180. godine prvi upotrijebio izraz ebioniti (siromašni), radi opisivanja heretičke judeokršćanske sekte, koja se "tvrdoglavo" držala Zakona. 
Epifanije, Jeronim i Augustin u 4. stoljeću spominju judeokršćansku zajednicu koju nazivaju "nazarenima", s one strane rijeke Jordan u Svetoj Zemlji. Jeronim je u sirijskom gradu Beroe sreo nazarene, koji su veoma poštovali židovske običaje. Epifanije navodi da se nazareni nisu bitno razlikovali od Židova: 
Epifanije 375. godine spominje grupu ebionita na Cipru.

## Poveznice
| Portal:Kršćanstvo | Portal: Kršćanstvo |

- Ebioniti
- Nazareni
- Jakov Pravedni